# Jacques Daret
Jacques Daret (1404 — 1470) foi um pintor flamengo do começo da Renascença, nascido em Tournai (agora na Bélgica), onde passou a maior parte de sua vida.
Daret passou 15 anos como estudante no estúdio de Robert Campin, junto com Roger van der Weyden, e depois tornou-se um pintor autônomo. Transformou-se em favorito da corte da Borgonha e seu patrono por 20 anos foi o abade de St. Vaast, em Arras, Jean de Clercq.
Embora muitos trabalhos de Daret sejam mensionados na obra de Jean de Clercq, apenas quatro paínés de Daret parecem ter sobrevivido: todos são do Altar da Virgem, pintado entre 1433 and 1435.  As pinturas mostram uma impressionante semelhança com o realismo deo Mestre de  Flémalle, que muitos acreditam ser Robert Campin.